# Тёплый Ключ (источник)
Тёплый Ключ (Джумалинский) — геотермальный источник в Алтайских горах, административно находится в Кош-Агачском районе Республики Алтай. Имеет статус Памятника природы Республики Алтай. Впервые статус памятника природы источнику был присвоен Решением Алтайского краевого совета в 1978 году, современное положение регулируется Постановлением Правительства Республики Алтай от 2010 года.

## Местонахождение
Находится в долине реки Жумалы, в 70-и километрах юго-восточнее с. Кош-Агач, в пяти километрах севернее рудника Калгуты. В непосредственной близости от источников проходит дорога на перевал Тёплый ключ, ведущий на плато Укок. Автомобильный путь от села Кош-Агач составляет 100 километров грунтовой дороги без покрытия. С ноября по июнь дорога местами переметается снежными заносами и малопроходима даже для специальной техники.

## Этимология
От алт. јуҥмалу — имеющий самку каменного козла.

## Описание

### Тип родника
Источник приурочен к гранитоидам Калгутинского комплекса. Из моренных отложений, на площади 20×30 метров вытекает до 10 источников. Самые мощные родники периодически пульсируют. Три наиболее мощных источника закаптированы в трубы, по которым вода поступает в домики-купальни, оборудованные купольными ваннами.

### Гидродинамический и температурный режим
Источники действуют постоянно, круглогодично. Выходы имеют разную мощность, от 0,5 до 15 л/сек. В зависимости от сезона года температура может меняться от 17 °C до 20 °C в разных струях.

### Качественный состав вод
Вода в источнике термальная, пресная с минерализацией 0,18-0,31 г/дм³, нейтральные щелочные с pH от 7,04 до 9,24 мг/дм³, очень мягкие с жесткостью 0,25-0,75 мгэкв/дм³, хлоридно-сульфатно-гидрокарбонатные натриевые.
В водах родника устанавливаются в мг/дм³:
- алюминий — 0,048-0,22
- железо — 0,023-0,16
- марганец — 0,0013
- цинк — до 0,02
- медь — 0,001-0,003
- свинец — 0,001
- барий — 0,008
- бериллий — 0,00028
- хром — 0,006
- мышьяк — 0,0006
- литий — 0,132-0,595
- бор — 0,42
- кадмий — не выявлен
- никель — не выявлен
- кобальт — не выявлен
- ртуть — не выявлен
- селен — не выявлен
- таллий — не выявлен
- сурьма — не выявлен

Термальные воды обогащены фтором — до 15,5 мг/л, кремнекислотой до 28,2 мг/л, азотом до 94,7 %. Кроме того воды характеризуются наличием радона (от 7,4 до 107 Бк/л).

### Качество воды
Химический состав воды соответствует радоновым водам простого состава (белокурихинский тип) и показаны к наружному бальнеологическому лечению, аналогично курортам Белокуриха и Романовские ключи.
Качество воды для питьевых целей вода не отвечает нормам СанПиН 2.1.4.1074-01, из-за высоких концентраций фтора, лития, вольфрама, молибдена, и др..

## Инфраструктура
В бальнеологических целях воды источника используются со времён СССР. Помимо трёх закрытых купален и душа, есть несколько ванн-бассейнов на открытом воздухе.
Для проживания имеется несколько домиков, с печным отоплением. Разрешено останавливаться с палатками на сопредельной территории.